# Wolfsbrunn (Gemeinde Hollabrunn)
Wolfsbrunn ein Dorf in Niederösterreich, eine Katastralgemeinde sowie Ortsteil der Stadt Hollabrunn im gleichnamigen Bezirk Hollabrunn. Die Ortschaft hat 62 Einwohner (Stand 1. Jänner 2024).

## Geographie
Das Dorf liegt südlich der Stadt Hollabrunn. Nachbarorte von Wolfsbrunn sind in der Stadtgemeinde Hollabrunn die Orte Hollabrunn und Sonnberg sowie in der Marktgemeinde Heldenberg der Ort Oberthern.
|          | Oberfellabrunn                              |          |
| Fahndorf | Kompassrose, die auf Nachbargemeinden zeigt | Sonnberg |
|          | Oberthern                                   |          |

## Geschichte
Urgeschichtliche Bodenfunde lassen bereits auf eine lange Besiedlung zurückschließen. 1110 wird das Dorf erstmals als Woluesprunnen erwähnt, verödete allerdings im Mittelalter. Besitzer des Dorfes waren im 14. Jahrhundert die Floyt. 1455 verleiht der Landesfürst das Dorf zu Wolfsbrunn mit Wildbann, Hölzern und das Gericht dem Bernhard Floyt. 1479 wird das Dorf von den Brüdern Stadtler an Johann Harasser zu Groß verkauft. Erst in der 2. Hälfte des 16. Jahrhunderts wurde Wolfsbrunn wieder neu besiedelt, die Herrschaft war die längste Zeit zu Groß gehörig. 1759 wurde der Ort aus der Pfarre Gettsdorf ausgeschieden und kam an die Pfarre Groß. 1759 erfolgte die Zuteilung an die Pfarre Sonnberg. Von 1849 bis 1892 gehörte das Dorf zur politischen Gemeinde Hollabrunn, danach zur Gemeinde Sonnberg.
Laut Adressbuch von Österreich waren im Jahr 1938 in der Ortsgemeinde Wolfsbrunn eine Milchgenossenschaft und einige Landwirte ansässig.
Wolfsbrunn wurde 1971 in die Gemeinde Sonnberg eingemeindet. Mit der Eingemeindung der Gemeinde Sonnberg in die Stadtgemeinde Hollabrunn 1972 wurde Wolfsbrunn eine Katastralgemeinde der Stadtgemeinde Hollabrunn.

## Politik

### Bürgermeister der ehemaligen Gemeinde Wolfsbrunn
- 1950–1970 Franz Kramer

### Ortsvorsteher der Katastralgemeinde Wolfsbrunn
- 1972–1972 Franz Kramer
- 1972–1980 Leopold Reingruber
- 1980–1985 Franz Satzinger
- 1985–1992 Ferdinand Inführ
- 1992–1992 Herbert Binder
- 1992–2005 Anna Karlovic
- seit 2006 Josef Goll

## Sehenswertes
- Ortskapelle Wolfsbrunn, im Jahr 1852 an der Stelle einer älteren Kapelle auf Kosten der Gemeinde errichtet